# Vittore Gottardi
Vittore Gottardi (24. september 1941 - 18. december 2015) var en schweizisk fodboldspiller (midtbane).
Gottardi spillede fire kampe for Schweiz' landshold. Han var med i landets trup til VM 1966 i England. Her spillede han to af schweizernes tre kampe i turneringen, hvor holdet blev slået ud efter lutter nederlag i det indledende gruppespil.
På klubplan tilbragte Gottardi hele karrieren i hjemlandet, hvor han repræsenterede henholdsvis FC Lugano, FC Lausanne-Sport og Bellinzona.

## Titler
Schweizisk pokal
- 1964 med FC Lausanne-Sport
- 1968 med FC Lugano